# Tori Busshi

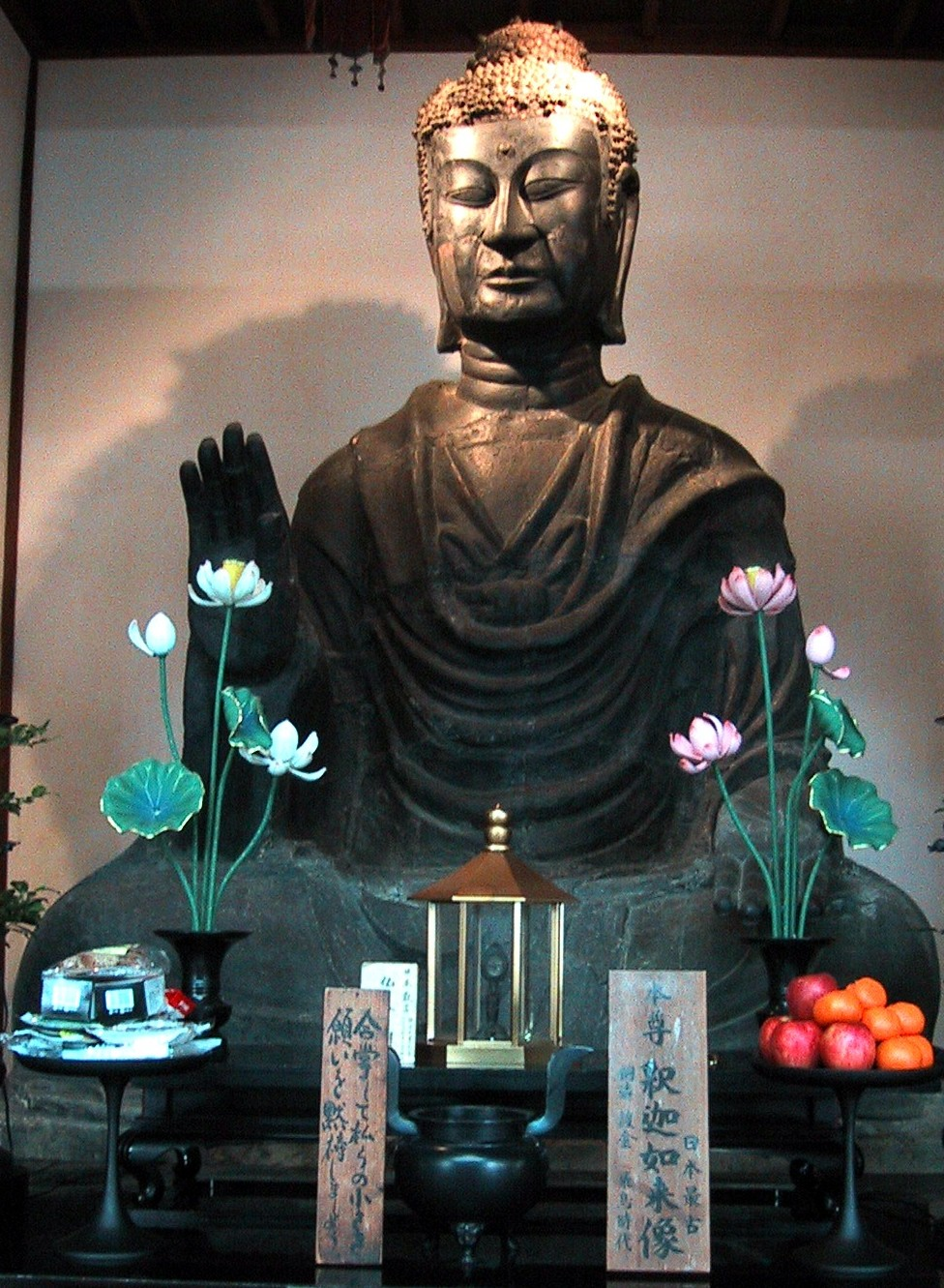
Skulptur föreställande Buddha

Tori Busshi (止利仏師) var en japansk skulptör, aktiv i slutet av 500-talet och början av 600-talet.